# Tadeusz Moniewski
Tadeusz Moniewski (ur. 23 stycznia 1901 w Warszawie, zm. 23 grudnia 1939 w Lublinie) – polski działacz niepodległościowy i społeczny, pedagog, dyrektor I Liceum Ogólnokształcącego im. Stanisława Staszica w Lublinie w latach 1930–1939, ofiara Sonderaktion Lublin.

## Życiorys
Urodził się w rodzinie Feliksa, rzemieślnika, i Marianny z Przymanowskich. Miał starszą siostrę Janinę Felicję (ur. 1897). Uczył się w 8-klasowej Szkole Filologicznej Zygmunta hr. Wielopolskiego w Warszawie, którą ukończył w roku 1918 uzyskując świadectwo dojrzałości z wyróżnieniem. Od 1916 roku był członkiem drużyny harcerskiej w tej szkole, dwa lata później został plutonowym drużyny harcerskiej, a następnie, w tymże toku, przybocznym w drużynie Tomasza Piskorskiego. W 1918 roku był członkiem warszawskiej Rady Drużynowych. Od co najmniej tego roku należał do Organizacji Młodzieży Narodowej (do 1921 roku  OMN Szkół Średnich, a od 1921 roku – Szkół Wyższych) i do Związku Młodzieży Polskiej „Przyszłość” (tzw. „Pet”-u). Z ramienia OMN był przewodniczącym OMN Szkół Średnich.
W 1918 roku zgłosił się do Wojska Polskiego, rok później służył jako kapral artylerii. W latach 1919–1920 uczestniczył w walkach Dywizji Podlaskiej. Został odznaczony Krzyżem Walecznych. Na początku 1920 roku w czasie wojny polsko-bolszewickiej służył w 4 baterii 7 pułku artylerii lekkiej. Dosłużył się stopnia podporucznika.
Po wojnie wrócił do Warszawy. W 1922 roku został przyjęty do tajnego Związku Młodzieży Polskiej („Zetu”). Dwa lata później uzyskał absolutorium na Uniwersytecie Warszawskim.
W 1922 roku wyjechał do Siedlec, gdzie był nauczycielem historii i propedeutyki filozofii w Państwowym Gimnazjum im. Hetmana Stanisława Żółkiewskiego w Siedlcach i opiekunem III Drużyny Harcerskiej im. J. Piłsudskiego przy tym gimnazjum. W 1926 roku zdał egzamin po ukończeniu kursu metodycznego dla nauczycieli historii i uzyskał pełne kwalifikacje nauczyciela historii. Aktywnie działał społecznie: był m.in.: prezesem powiatowego oddziału Związku Nauczycielstwa Polskiego Szkół Średnich w Siedlcach, członkiem Komitetu Powiatowego Wychowania Fizycznego i Przysposobienia Wojskowego, sekretarzem Koła Przyjaciół Harcerstwa w Siedlcach, członkiem Towarzystwa Szkół Średnich i Wyższych, Związku Oficerów Rezerwy. Po 1926 roku wstąpił do BBWR-u, od 10 marca 1929 roku był członkiem komitetu powiatowego BBWR w Siedlcach.
Był jednym z organizatorów Muzeum Ziemi Podlaskiej w Siedlcach i pierwszym jego dyrektorem od 1928 roku.
Od 1930 roku był dyrektorem I Liceum Ogólnokształcącego im. Stanisława Staszica w Lublinie. Pracował na tym stanowisku do wybuchu II wojny światowej (z przerwą w latach 1932–1933, gdy pracował jako wizytator szkół średnich w Lublinie), położył wielkie zasługi w rozwoju tej szkoły.
Oprócz pracy w szkole Tadeusz Moniewski udzielał się w różnych inicjatywach społecznych, między innymi pełnił funkcję prezesa Koła Stowarzyszenia Dyrektorów Szkół Średnich w Lublinie. Był opiekunem drużyny harcerskiej „Błękitnej Jedynki” w Lublinie w latach 1930–1939, wiceprzewodniczącym Zarządu Okręgowego ZHP w Lublinie w latach 1934–1937, kierownikiem Wydziału Propagandy i Prasy tamtejszej Komendy Chorągwi w latach 1936–1937. W maju 1939 roku został wybrany do rady miasta. Przy współudziale komitetu redakcyjnego opracował Księgę pamiątkową 25-lecia harcerstwa w Lubelszczyźnie: wspomnienia i dokumenty 1911–1936, (Lublin 1936).
Ożenił się 11 sierpnia 1923 roku z Otylią Zwolińską (1903–1994), z którą miał córkę Krystynę, późniejszą Kuśniewicz (ur. 1925). Mieszkali w Siedlcach, w 1930 roku przenieśli się do Lublina.
Po wybuchu II wojny światowej, 9 listopada 1939 roku został aresztowany z grupą nauczycieli jako zakładnik i osadzony w więzieniu na Zamku w Lublinie. Rozstrzelany 23 grudnia przy lubelskim kirkucie w ramach akcji Sonderaktion Lublin.

## Ordery i odznaczenia
- Krzyż Walecznych (1920)[14]
- Złoty Krzyż Zasługi (7 czerwca 1939)[19]
- Srebrny Krzyż Zasługi (1935)[13][14]
- Medal Pamiątkowy za Wojnę 1918–1921[14]

## Upamiętnienie
20 czerwca 2001 roku przy kirkucie przy ul. Kalinowszczyzna w Lublinie odsłonięto pomnik poświęcony rozstrzelanym w tym miejscu intelektualistom. Wśród nazwisk zamordowanych jest również nazwisko Tadeusza Moniewskiego.